# 광학 활성

선광도 측정용 편광계의 작동 원리.

광학 활성(光學活性, 영어: optical activity)은 시료관에 어떤 물질의 용액을 넣고, 평면 편광(편광체를 이용해 얻어진, 한 평면으로만 진동하는 빛)을 통과시켰을 때, 평면 편광의 편광면이 회전하는 시료 물질에 대해서 일컫는 말이다. 비카이랄 분자는 광학 활성을 가지고 있지 않으나, 카이랄 분자는 광학 활성을 가지고 있다.

## 같이 보기
- 광학